# Cielito lindo
«Cielito lindo» o «Canta y no llores» es una canción tradicional mexicana compuesta en 1882 por el músico mexicano Quirino Mendoza y Cortés, se cuenta que inspirada y dedicada a su esposa, Catalina Martínez, a quien —según este relato— conoció en la sierra y tenía un lunar cerca de la boca. Sin embargo, basándose en evidencia histórica, varios autores afirman que la letra está tomada de antiguos cantos populares de España, aunque con otra música.
 

La canción, usualmente acompañada de mariachis, ha sido parte del repertorio de importantes figuras folklóricas como Pedro Vargas y Luis Aguilar. Esta canción es un símbolo informal de México, especialmente en el extranjero, donde grupos de mexicanos cantan para identificarse como tales (como ocurre, por ejemplo, durante las copas mundiales de fútbol o los juegos olímpicos). A menudo es identificada como un «himno no oficial mexicano» y es considerada una de las diez canciones mexicanas más populares.

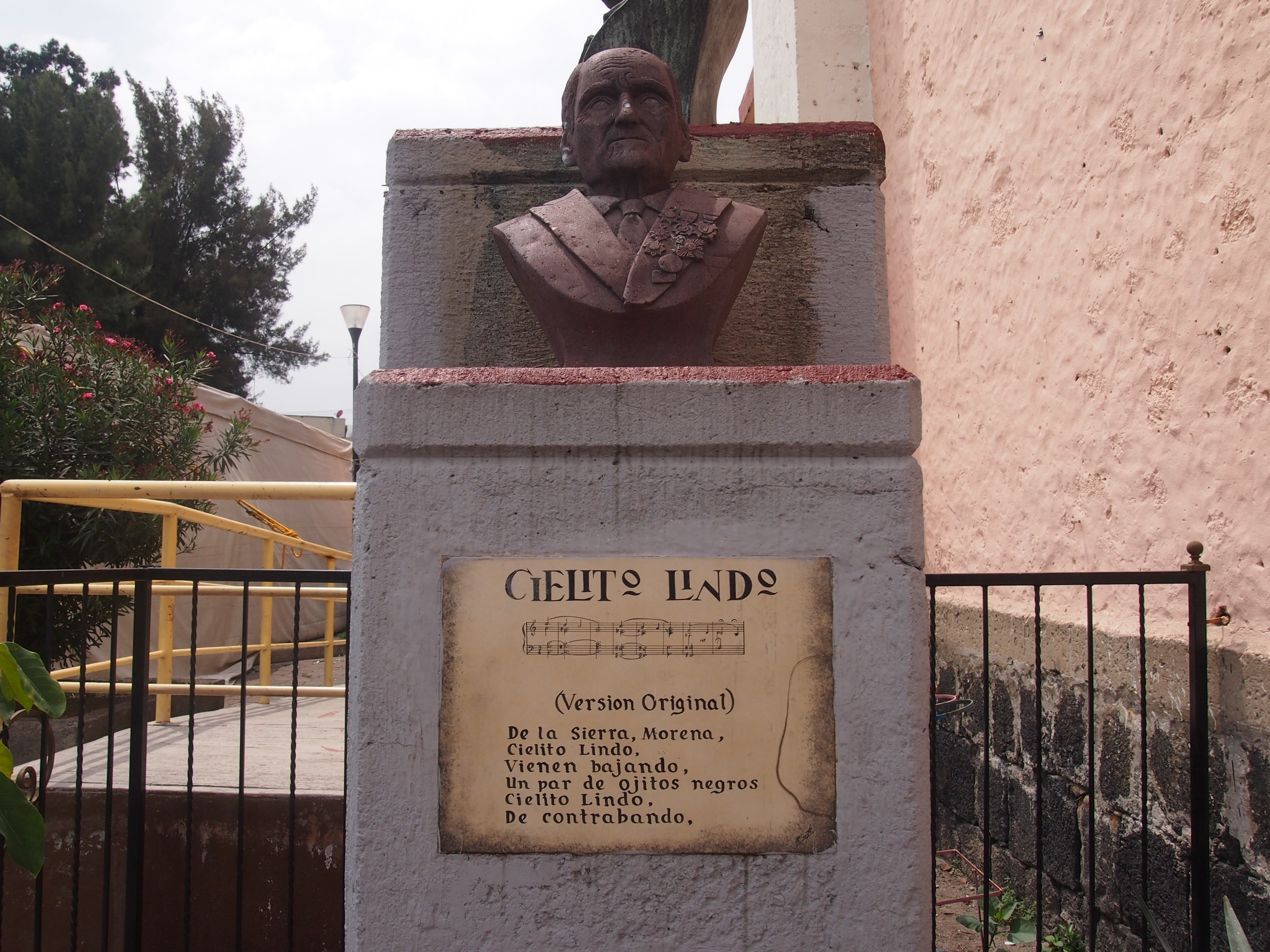
Busto del compositor Quirino Mendoza y Cortés, con compases y letra de la versión original.

«Cielito lindo» fue grabada por primera vez en 1918, desde entonces ha sido interpretada por numerosos artistas, como Tito Guízar, Pedro Infante, Vicente Fernández, Ana Gabriel, Lola Beltrán y los tenores Luciano Pavarotti, Divididos, Plácido Domingo, Josep Carreras, entre muchos otros más. Formó parte también de la banda sonora de la película mexicana Los tres García.
La canción se ha convertido en otro himno popular en las celebraciones mexicanas, especialmente durante las fiestas del día de la Independencia Mexicana.

## Origen español de la letra

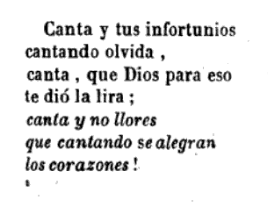
Estrofa de un libro de cantares españoles recogidos por Antonio de Trueba en 1857.

Arturo Ortega Morán ha demostrado que la Sierra Morena de la canción se refiere a la Sierra Morena en España (ubicada entre Andalucía, Castilla-La Mancha y Extremadura), en la que hasta el siglo XIX fue común el bandolerismo. El verso sobre dicha serranía española existía en las seguidillas populares desde antes de la composición.
También el estribillo «Canta y no llores, porque cantando se alegran los corazones» es una clara variante de antiguas coplas andaluzas. Ortega Morán concluye que, sin demeritar la música compuesta por Quirino, «[…] podemos decir con certeza que la letra no es original de este autor, la frialdad de las evidencias demuestra que procede de antiguas coplas andaluces [sic] que se esparcieron por distintos lugares de España y de América».
Francisco Rodríguez Marín recopiló versos parecidos en Cantos populares españoles: «A tu cara le llaman / Sierra-Morena / y a tus ojos, ladrones / que andan por ella. / Por la Sierra-Morena / vienen bajando / un par de ojiyos negros / de contrabando».
Ricardo Lugo Viñas sostiene que es probable que Quirino tomara material de otras canciones en dominio público, una práctica común, para su arreglo musical; sin embargo, fue el primero en registrarla. Es posible que, debido a la migración andaluza de la época, los cantos tradicionales españoles se extendieran por diferentes regiones de México y más tarde fuesen asimilados por los locales. Así, Quirino tomó los versos y los mezcló con los sones mexicanos. Más tarde la canción se incorporó al repertorio de los mariachis del Bajío, desde donde se popularizó. Lo cierto, es que hay varias canciones con el título o el motivo «cielito lindo». Por ejemplo, «Cielito lindo huasteco» de Elpidio Ramírez, «Cielito lindo costeño» de Nicanor Castillo, «Cielito lindo» de Manuel Padilla Castro y «El butaquito».
No obstante, Pavel Granados argumenta que, aunque tenga referencias a coplas españolas, no deja de ser una canción mexicana.

### Teorías anteriores
En 1936, Margit Frenk Alatorre afirmaba que parte de la canción estaba basada en una seguidilla del escritor español Lope de Vega, que dice: «Una flecha de oro / me tiró el amor: / ¡Ay, Jesús, que me ha dado en el corazón…», similar en «Cielito lindo» a: «Una flecha en el aire (cielito lindo) / tiró Cupido / él la tiró jugando (cielito lindo) / y a mí me ha herido». En la versión mexicana se modifica la métrica (por el pentasílabo agregado a la seguidilla) y se cambia el amor por el personaje imaginario que enamora: Cupido.
De acuerdo con otra teoría de Sergio Espinosa Cordero, publicada en 1977, la canción había sido escrita en honor de Catalina Martínez, quien se convertiría en la esposa de Quirino. Según esta versión, su primera versión habría dicho: «Vamos al Téuhtli, cielito lindo, a admirar el campo. Allí los dos juntos, cielito lindo, nos amaremos. Tenoch-titlán, de aquí se mira, con tantas lindas mujeres, cielito lindo, que a ti no igualan. Ay, ay, ay, ay, entre las bellas sólo tú me consuelas, cielito lindo...». Se decía que Quirino había conocido a Catalina en la sierra de Zacatecas, por lo que se sugería que podía referirse a la sierra de Morones. Para Gloria Mendoza de Moreno, nieta del autor, no se aludía a ninguna sierra, sino que los versos se dirigían a Catalina; es decir, habría habido una confusión gramatical. Pavel Granados y Carlos Monsiváis solían decir que la canción no hablaba de la Sierra Morena española, sino que al verso le hacía falta una coma; y que debería decir: «De la sierra, morena, cielito lindo…».
Anteriormente, también se especuló un origen argentino, cubano e incluso alemán de la letra. Pese a todo, la canción está registrada ante la Sociedad de Autores y Compositores de México y los herederos de Quirino Mendoza aún cobran los derechos de autor.

## Influencia
- En la Película Los Tres García de 1947 los Personajes, Luis Antonio (Pedro Infante), Luis Manuel (Víctor Manuel Mendoza) y José Luis (Abel Salazar) interpretan tres versiones del Cielito Lindo unidas en una sola serenata dedicada a Lupita Smith (Marga López)
- En un capítulo de El Chavo del 8, el Chavo canta Cielito Lindo en una escena divertida donde la Chilindrina le echa confeti en la boca.
- En la elección presidencial de Chile de 1920, los partidarios del candidato liberal Arturo Alessandri Palma adaptaron la letra de la canción y la usaron con fines políticos, aprovechando para fustigar al candidato opositor Luis Barros Borgoño.[20] El historiador chileno denominó era del «cielito lindo» a los acontecimientos sociopolíticos de dicha década. Con el Cielito lindo se inaugura una nueva forma de hacer política en Chile, y quedó como tradición el hecho de que cada candidatura debía tener un eslogan y una canción característica.[21]
- Carmelita Madriaga, conocida como Carmen Costa, logró su primer éxito en Brasil en 1942 con una traducción de esta canción en ritmo de marcha de carnaval.[22][23]
- La melodía fue usada como tema para otra canción popular, «You, Me, and Us», la cual se volvió un éxito para Alma Cogan en el Reino Unido en 1957, con una letra distinta. Curiosamente, es 1957 el año de la muerte de Quirino Mendoza y Cortés.[24] También es interpretada por el grupo musical argentino Divididos, en una versión en el estilo rock, de gran aclamación en ese país.
- Durante la 2.ª Guerra Mundial la melodía fue popular en Polonia ocupada como una canción satírica «Teraz jest wojna, kto handluje ten żyje» (Ahora es guerra, aquel que vende esté vivo).[25]
- Osvaldo Fresedo y su hermano Emilio adaptaron «Cielito lindo» al tango bajo el título «Cielito mío»; esta versión fue interpretada por el cantante argentino Carlos Gardel.[26]
- Durante el Mundial de Francia de 1998, fue cantada en los estadios franceses cuando jugaba la Selección Mexicana, costumbre que continúa siendo vigente en los mundiales sucesivos, así como en los Juegos Olímpicos.
- En honor a esta canción se han nombrado varias localidades e infinidad de calles de México, tales como:[27][4]
  - Cielito Lindo, situado en el municipio de Catazajá, Chiapas.
  - Cielito Lindo Dos, una localidad en el municipio de Maxcanú, Yucatán.
  - Cielito Lindo Tres, situado en el municipio de Hidalgotitlán, Veracruz.
  - Cielito Lindo, situado en el municipio de Ciudad Valles, San Luis Potosí.
  - Cielito Lindo, situado en el municipio de Ensenada, Baja California.
  - Cielito Lindo, situado en el municipio de Ciudad Nezahualcóyotl, Estado de México.
- David Martín del Campo escribió una novela histórica titulada Cielito lindo, que narra las experiencias del Escuadrón 201.[28][29]
- Cielito lindo apareció en el videojuego de 2018 Red Dead Redemption 2, cantada por Javier Escuella, un bandido mexicano y uno de los personajes principales.
- En noviembre de 2020, Google homenajeó al mariachi con un extracto de la canción Cielito lindo.[30]

## Controversia
- El restaurante mexicano Chi-Chi's lanzó una campaña publicitaria llamada «Fri yi yi yied, i yi yi yice cream», literalmente traducido como «helado frito», en donde hicieron una parodia de la canción «Cielito lindo». Algunos mexicanos nativos veían en esta versión un insulto para su cultura y herencia.
- En un comercial de Frito Bandito, la mascota de las frituras de maíz Fritos, el personaje canta una canción que algunos mexicanos consideran un insulto racista.[31]